# Леонард Ејдлман
Леонард Макс Ејдлман (енгл. Leonard Max Adleman; рођен 31. децембра 1945), је научник теоријске информатике и професор рачунарства и молекуларне биологије на Универзитету Јужне Калифорније. Познат по о томе што је ко-проналазач RSA (Ривест-Шамир-Ејдлман) криптосистема 1977. и ДНК рачунања. RSA је у распрострањеној употреби у сигурносним применама, укључујући дигиталне потписе.
Рођен у Калифорнији, Ејдлман је одрастао у Сан Франциску, и похађао калифорнијски универзитет Беркли, где је дипломирао математику 1968. и докторирао елетротехнику и рачунарство 1976.
Године 1994. у раду „Молекуларно рачунање решења комбинаторичких проблема“ описао је експерименталну употребу ДНК као рачунарског система. Ту је решио седмочлани пример проблема Хамилтоновог графа, НП-комплетан проблем сличан проблему трговачког путника. Док је решење седмочланог проблема тривијално, овај рад је први познати пример успешне употребе ДНК у решавању алгоритма. Показало се да ДНК рачунање има потенцијал као средство у решавању неколико других великих проблема комбинаторне претраге.
Године 2002. успео је да са својом истраживачком групом реши „нетривијални“ проблем користећи ДНК рачунање. Технички, решили су 3-SAT проблем од 20 променљивих, добивши више од једног милиона могућих решења. То је урађено на начин сличан оном који је Ејдлман користио у раду из 1994. Прво, мешавина ДНК струка логички представљених решења проблема, била је синтетизована. Овом мешавином потом се оперисало затим алгоритмичким коришћењем биохемијских техника да би се одвојиле погрешне струке, остављајући само оне струке које задовољавају проблем. Анализа нуклеотидске секвенце ових преосталих струка показала је исправна решења првобитног проблема.
За свој допринос проналаску RSA криптосистема, Ејдлман је, заједно са Роном Ривестом и Адијем Шамиром, 2000. године добио Тјурингову награду, познатију као Нобелова награда за компјутерске науке.
Он је један од оригиналних проналазача Eldmen-Poumerans-Rjumeli теста првобитности.
Фред Коен, у свом раду 1984, Експерименти са компјутерским вирусима, приписао је Ејдлману кованицу „вирус“.
Ејдлман је био математички консултант филма „Патике“. Има троје деце Џенифер (1980), Стефани (1984) и Линдзи (1987).